# واپالیتسه
واپالیتسه (به لاتین: Łapalice) یک روستا در لهستان است که در گمینا کارتوزه واقع شده‌است. واپالیتسه ۷۸۷ نفر جمعیت دارد.